# Óradna

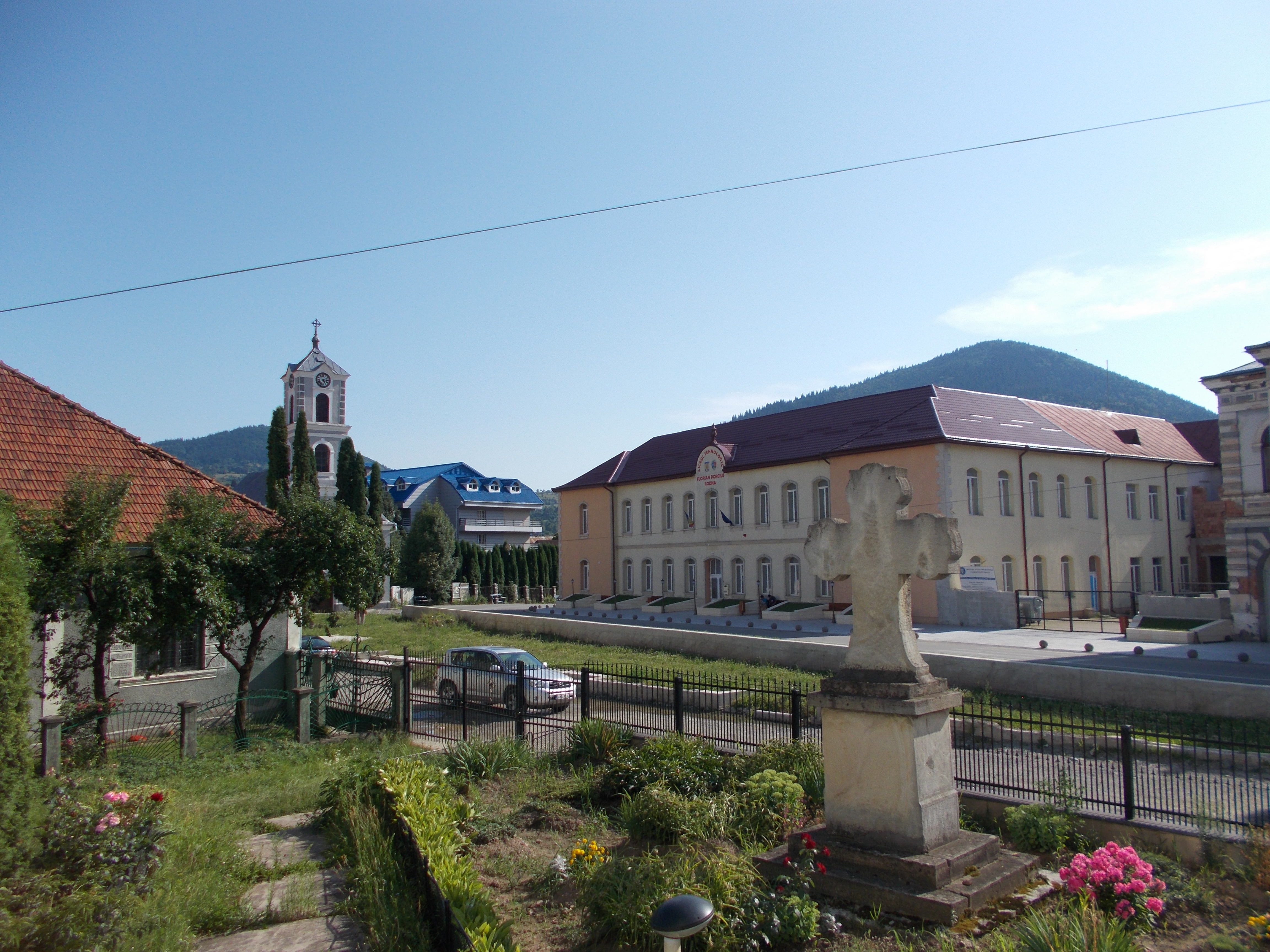
A főtér – jobbról balra a volt főszolgabírói hivatal, a Florian Porcius nyolc osztályos iskola (volt állami elemi népiskola), bal szélen a római katolikus templom

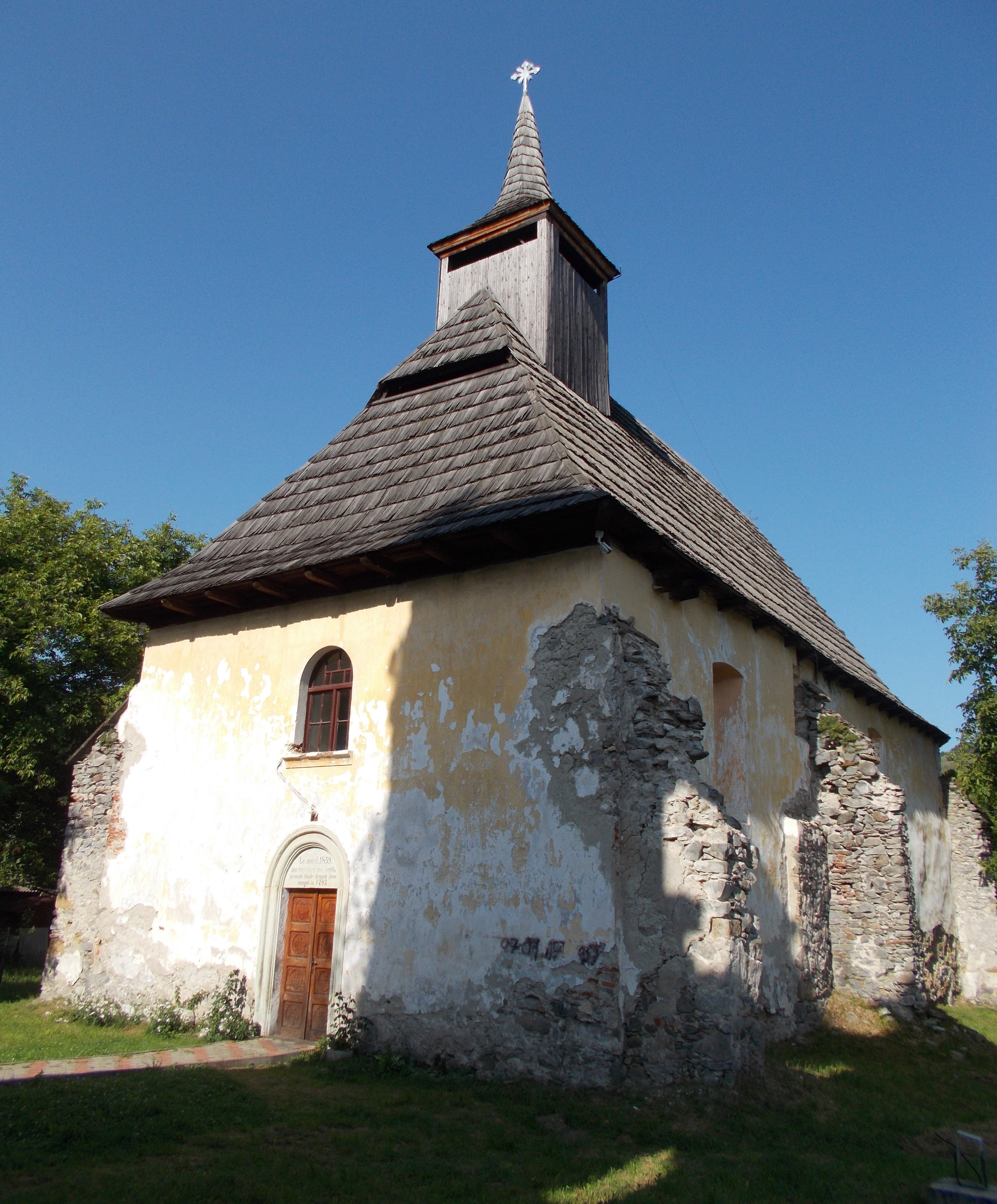
A görög katolikus templom

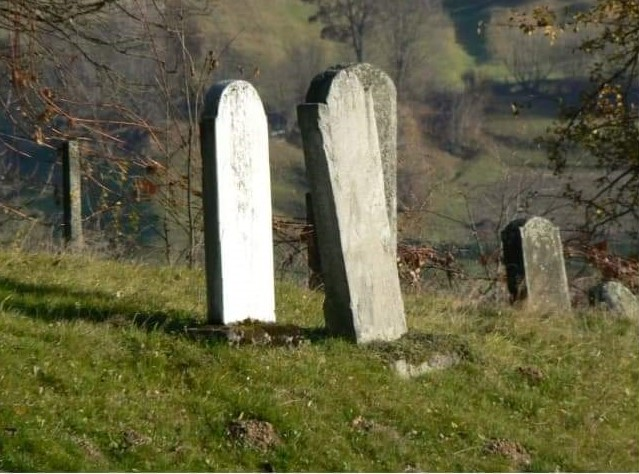
Sírok a zsidó temetőben

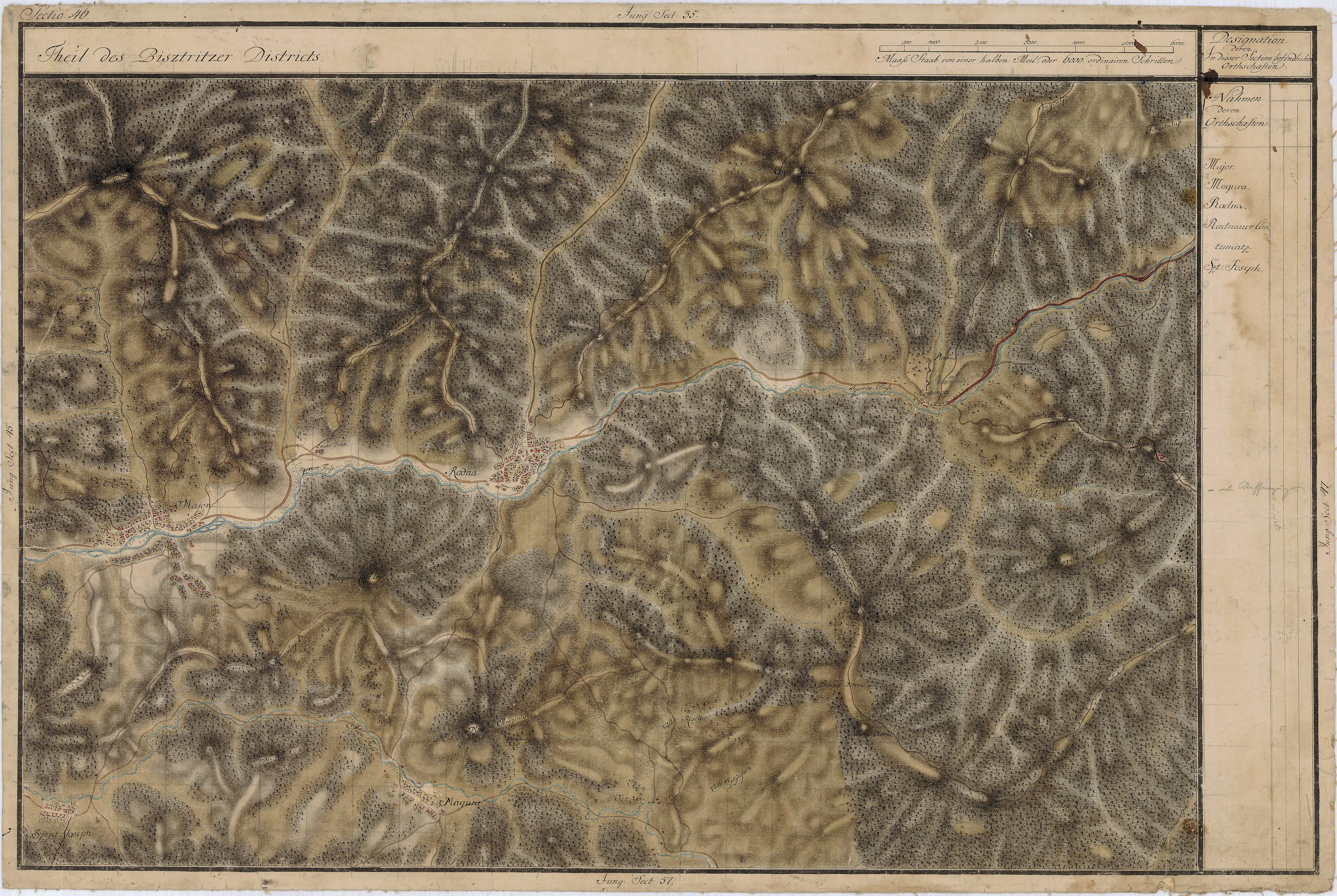
Óradna környéke 1769–1773 között

Óradna (Radna, románul Rodna, Rodna Veche, régen Rogna és Rocna is, németül Altrodenau, Roden vagy Rodenau, szászul Rodne vagy Rudne) falu Romániában, Beszterce-Naszód megyében.

## Fekvése
Naszódtól 41 km-re északkeletre, a Radnai-havasok déli, a Borgói-hegység északi lábánál, a Nagy-Szamos két partján fekszik.

## Nevének eredete
Neve az ősszláv *ruda (= érc) főnévből származik és egykori ezüstbányájára utal. Elsőnek tekinthető említése egy 1235-ös óorosz krónika 1425 körüli másolatában maradt fenn: Родна. Rogerius mesternél és 1414-ig többször is Rodna, 1358-ban először Radna. 1440-ben Radna maior, 1576-ban Radna Banna, 1733-ban Rothnabánya. Előtagja Újradnától különbözteti meg és először 1888-ból adatolható.

## Története
A 12. században települt be német bányászokkal. Az Árpád-kori Magyarország legjelentősebb ezüstlelőhelye, egyben Erdély legnépesebb és legfontosabb településeinek egyike volt. A környező vármegyei területekkel ellentétben kiváltságolt város volt a királyné birtokán, külön ispán (comes) joghatósága alatt. Történetének virágkoráról azonban, a kevés fennmaradt korabeli irat miatt főként csak későbbi forrásokból nyerhetünk – ellentmondásos – képet.
1241-ben talán az első elpusztított település volt. A tatárok állítólag előbb cselből megfutamodtak a felfegyverzett radnaiak elől, majd rátörtek az ünneplő városra. A Friesach-i évkönyvek szerint négyezer lakosát megölték, négyszáz férfit magukkal hurcoltak, sokan pedig a föld alatti járatokba bevezetett Izvor forrás vizébe fúltak. Az életben maradt radnai szászok a tatárokhoz szegődtek és a Maros mentén Gyulafehérvár felé törve, a tatárokkal együtt harcoltak a székelyek ellen. A tatárjárás után a mai Dombhát határában épült Radna vára, amelyet 1268-ban és 1409-ben említenek. Ideiglenesen visszanyerte korábbi jelentőségét. Itt szerkesztették 1268-ban az első, városi önkormányzat által kibocsátott oklevelet Erdélyben. 1270 körül szedték pontokba saját jogszabályait. A 14. században Körmöcbánya mögött fokozatosan háttérbe szorult és 1378 körül összeolvadt a vármegyei területtel.
1444-től említik a Radna-völgyi kerületet, ennek központja azonban Radna vára volt. Radna 1440-ben a többi környékbeli faluhoz hasonló jobbágyfalu. 1469 körül új szász telepesek költöztek be és hozzáláttak a környező hegyek aranyérckészletének kitermeléséhez. 1475-ben oppidum, ismét saját bírákkal és esküdtekkel. Mátyás ekkor Beszterce vidékéhez csatolta, ami annyit jelentett, hogy Besztercével közösen fizette az adókat és kikerült a királyi tisztviselők hatósága alól. Később ismét felhagytak a bányászattal, amit a 16. század elején gazdag besztercei polgárok és vármegyei nemesek indítottak újra.
1514-ben bányászai csatlakoztak a parasztokhoz és feldúlták a Drágfiak udvarházát. 1527-ben esküdtpolgárai között szászokat, magyarokat és románokat is találunk. 1538 és 1551 között a Radna-völggyel együtt a moldvai vajdák birtoka volt. Jó kapcsolatokat ápolt a moldvai városokkal (Hosszúmező, Moldvabánya) – 1632-ben a közhangulatra hivatkozva megtagadta a hadbavonulást Moldva ellen. A 17. század első felében sok szász család költözött át a pusztítások miatt lecsökkent népességű Besztercére, emiatt a szászok szerepe a városban lecsökkent. A 17. században már nem választottak szász bírót, a templomban pedig együtt prédikált a magyar és a szász lelkész.
1721-ben 53 román, 25 szász és 11 magyar család lakta. A szászok többsége ekkor kézműves foglalkozást űzött. 1760-ban kb. 300 román és 30 szász és magyar család élt itt. 1766-ban a katonai határőrvidék szervezésével összefüggésben kilenc szász és nyolc magyar családját Felsőszászújfaluba, az ottani románokat pedig ide költöztették. Közben azonban jelentős esemény történt a település életében, kijelölve a radnai bányászat harmadik periódusának kezdetét. Elindult a Radnai-havasok ólomércének bányászata, és 1763-ban ólomkohó létesült. Az új bányához osztrák, szlovák és magyar munkások érkeztek. A bányászok állandó otthont még legalább a 19. század végéig Radnán építettek maguknak és a később Radnaborberekké fejlődő bányásztelepről hétvégenként visszatértek családjukhoz. 1770-ben a termelés egy időre visszaesett, és csak nyolc bányász dolgozott itt, a többiek elköltöztek. 1771-ben a túlnyomórészt katolikus bányászok számára kápolna épült, 1782-ben plébániát szerveztek, ugyanekkor a bukovinai Jakobénből költöztek ide cipszer bányászok. 1795-ben a bányák a kincstár tulajdonába kerültek. Bár a bányák is a Határvidék területéhez tartoztak, a határőrök nem válhattak bányászokká és a bányászok sem határőrökké. A bányászok többször panaszkodtak amiatt, hogy a legelőket, erdőket és a regáliákat illetően igazságtalanságok érték őket a határőrök részéről. A bányák 1818-ban 150, 1841-ben 157 főt foglalkoztattak.
1876-tól az állami iskola és az EMKE közösen igyekezett (részben vissza-) magyarosítani katolikus lakóit. A vállalkozás csak részleges sikerrel járt. Az 1910-es népszámlálás a bányászokat ugyan egyöntetűen magyar anyanyelvűként vagy magyarul tudóként mutatta ki, a korabeli tudósítások cáfolják ezt a képet. 1930-ban több mint kétszer és 1966-ban is majdnem kétszer annyian vallották magukat magyar nemzetiségűnek, mint magyar anyanyelvűnek. 1934-ben a római katolikus népiskola párhuzamos román osztályok indítására kényszerült. A második világháború után 1965-ig folyt Óradnán magyar nyelvű oktatás (az utolsó tanévben 140 diákja volt a tagozatnak). 2000-ben a katolikus egyház magyar óvodát létesített, 2006 óta pedig ismét működik magyar nyelvű iskola.
Zsidók valószínűleg az 1820-as években költöztek be a forgalmas vásárokat tartó településre. 1879-ben hoztak létre önálló hitközséget. Többségük haszid volt. A két világháború közt jesivát is működtettek.
1876-ban Naszód vidékétől az egyesített Beszterce-Naszód vármegyéhez csatolták és a vármegye egyik járásának a székhelye lett. 1870-től gyógyszertár működött benne. 1909-ben kapott vasutat. 1920–1922-ben egymást érték a munkásmegmozdulások és sztrájkok. A bányászat spektruma részben már a 19., de főként a 20. században kibővült. 1934-ben 4001 tonna piritet termeltek ki. A környék bányáiban az 1990-es években 2800 fő dolgozott és jelentős mennyiségben termeltek ki cink-, ólom-, réz- és ezüstércet. Kőbányáiban andezitot, dácitot és mészkövet fejtettek. 2000-ben több bányát bezártak, a bányászok száma a negyedére esett vissza.
Bár bükköseit az előző évszázadokban erősen megritkították, határának több mint a felét még mindig erdők alkotják, további egyharmada pedig legelő és rét.

## Népessége
- 1850-ben 2172 lakosából 1431 főt írtak össze román, 316-ot magyar, 271-et német és 96-ot cigány nemzetiségűként; 1530 volt görögkatolikus, 599 római katolikus, 29 evangélikus és 14 református vallású.
- 1910-ben 4685 lakosából 2910 vallotta magát román, 1485 magyar és 279 német anyanyelvűnek; 2829 volt görögkatolikus, 1361 római katolikus, 329 zsidó, 112 református és 34 evangélikus vallású.
- A 2002-es népszámlálás szerint Óradnán 6078 fő élt, közülük 5500 román, 481 magyar és 88 cigány nemzetiségű; 4636 ortodox, 768 római katolikus,[6] 281 pünkösdista, 92 görögkatolikus, 67 baptista és 46 adventista vallású.

(Az adatok értelmezéséhez ld. a történeti részben írtakat.)

## Látnivalók, nevezetességek
- Középkori temploma a 13. században a ferencesekhez, őelőttük állítólag a domonkosokhoz tartozott. A tatárjárás után csak részben állították helyre. Ma egyik tornya, mellette a kapuzat és hajója falainak részletei állnak, romokban. Ezek méreteiből is következtethetünk az egykori város nagyságára.
- A középkori templom szentélyének helyén a 16. században a reformátusok építettek maguknak templomot. Ezt 1764-ben a görögkatolikusok kapták meg. Itt építették a ma is látható, fa tetőszerkezetű és fatornyos görögkatolikus templomot 1825-ben.
- Néprajzi és bányászati gyűjtemény.[7]
- Mai római katolikus temploma 1824-ben épült.
- A piaci házak alatt alagúthálózat található.

## Híres emberek
- Itt született 1816. augusztus 28-án Florian Porcius botanikus.
- Itt született 1927 április 14-én Zavoda Ferenc román válogatott labdarúgó.
- Itt született 1966. április 17-én Sandu Frunză filozófus, judaista.
- Itt írta 1826-ban Kióvi csata című eposzát Debreczeni Márton verselő, feltaláló.
- Fiatalkorában többször megfordult itt Bodor Ádám író. 1963 karácsonyán saját képeit is sikerült eladnia az óradnai piacon.[8]
- Itt született Tersánszky Józsi Jenő édesapja.[9]
- Régi temetőjében van eltemetve Zichy Domonkos volt rozsnyói és veszprémi püspök.

## Képek

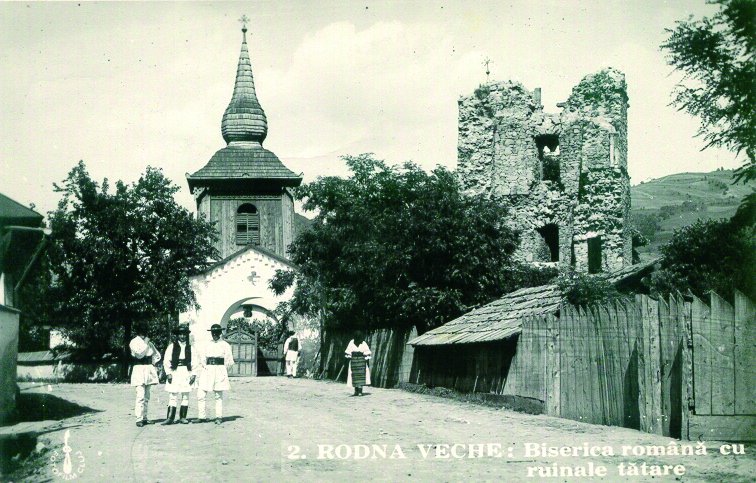
A görögkatolikus templom a középkori templom tornyának csonkjával, a 20. század első felében
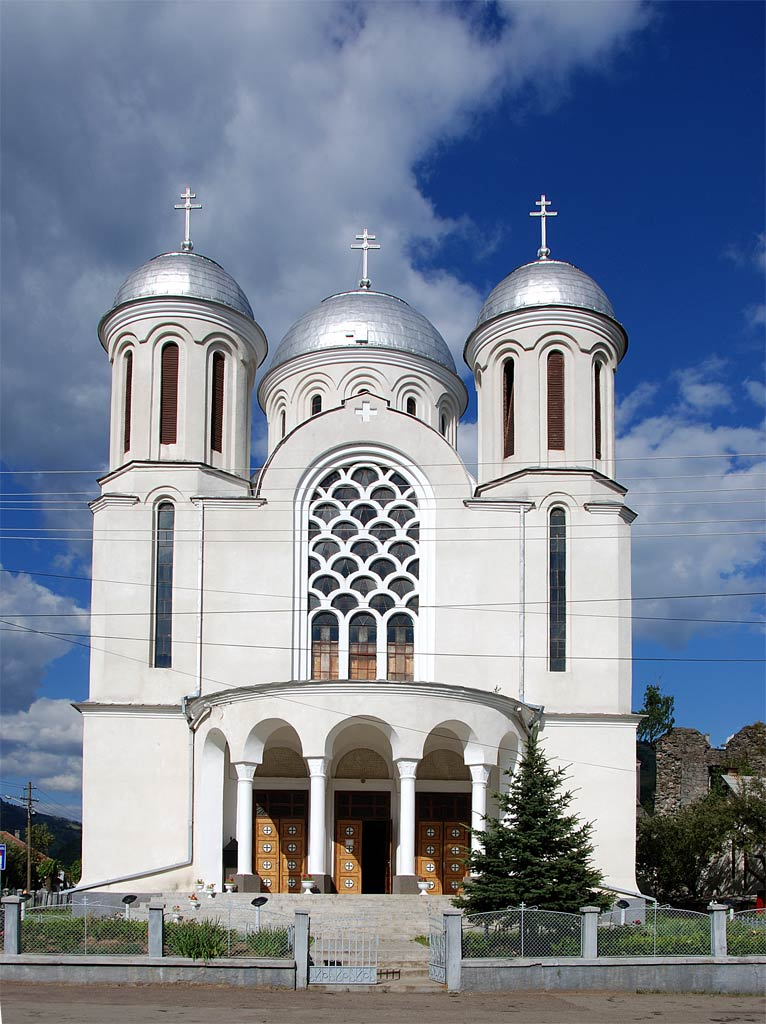
Az új ortodox templom
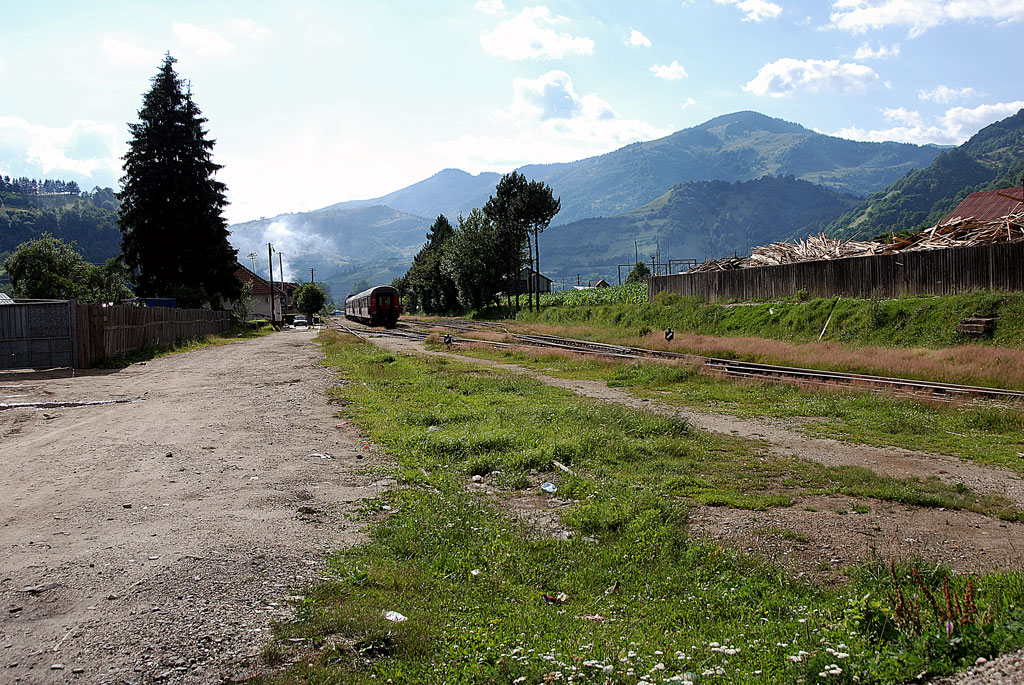
Vasútállomás